# Niederspreer Teichgebiet
Koordinaten: 51° 23′ 39,2″ N, 14° 53′ 43,5″ O
Das Niederspreer Teichgebiet und Kleine Heide Hähnichen ist das mit Abstand flächenmäßig größte Naturschutzgebiet im Landkreis Görlitz in Ostsachsen. 
Das 2014 ha große Naturschutzgebiet (siehe Liste der Naturschutzgebiete in Sachsen, NSG-Nr. D 13; nach Liste der Fauna-Flora-Habitat-Gebiete in Sachsen – Landes-Melde-Nr. 27 E: 1876 ha) liegt im Nordwesten von Neusorge. Mit einer Vielzahl von Teichen ist es in eine Heidelandschaft eingebettet.